# Carlow College
Il Carlow College, Saint Patrick's, è un'università privata di indirizzo cattolico con sede a Carlow, in Irlanda.
Fu fondato nel 1782 da James Keefe, vescovo di Kildare e Leighlin, e dal suo coadiutore Daniel Delany. Era sia un seminario destinato alla formazione ecclesiastica dei futuri sacerdoti della diocesi che un college aperto ai laici.